# Carl von Holstein
 Der er flere personer med dette navn, se Carl Holstein.
Carl (von) Holstein (16. februar 1700 – 6. februar 1763) var en dansk gehejmeråd, amtmand og diplomat.
Han var yngre broder til grev Johan Ludvig Holstein, studerede udenlands, blev 1719 kammerjunker hos Prins Carl, overgik 1722 i samme funktion til kongens hof og blev 1730 kammerherre. Året efter ansattes han som regeringsråd i Overretten på Gottorp og landråd, hvoraf man måske tør slutte, at han har hørt til dronning Anna Sophies parti, som den nye regering ønskede fjernet. 1735 blev han 1. deputeret i det slesvig-holstenske lokale Rentekammer og Ridder af Dannebrog, 1738 gehejmeråd; 1741 udnævntes han til amtmand i Gottorp og Stapelholm, men allerede 1744 blev han sendt til Sankt Petersborg som ambassadør, hvor det lykkedes hans taktfulde og dygtige optræden nogenlunde at genoprette Danmarks gode forhold til Rusland, idet der 10. juni 1746 sluttedes en forbundstraktat på 15 år mellem de to stater. Efter Christian VI's død, da Marinens bestyrelse omordnedes, og Frederik Danneskiold-Samsøe afskedigedes, kaldedes Holstein til det betroede embede som oversekretær for Søetaten og præses i Admiralitetskollegiet, hvilken stilling han beklædte til sin død. 1747 havde han fået Ordenen l'union parfaite og 1752 Elefantordenen, og han døde som gehejmekonferensråd 6. februar 1763.
En samtidig noterer hans død med den bemærkning: "en god og elsket Mand". Holstein ejede ikke noget jordegods, men havde indtil 1760 landstedet «Retraite», det nuværende Skodsborg Palæ. Gift 1. gang 22. juli 1735 med Benedicte Christine f. Ahlefeldt (19. marts 1708 – 24. februar 1741), datter af Wolf Christian von Ahlefeldt til Lammershagen (ved Lütjenburg); 2. gang 16. februar 1748 med Anna Margrethe Dorothea f. von Ahlefeldt (29. juli 1759), datter af overjægermester Claus von Ahlefeldt til Gelting og enke efter Carl Ludvig baron Königstein.